# 小行星3866
小行星3866（3866 Langley）是一颗围绕太阳公转的小行星。1988年1月20日，亨利·德波鸿诺在拉西拉天文台发现了此天体。
这颗小行星的绝对星等为122.9086023404762等。